# David Castillo i Buïls

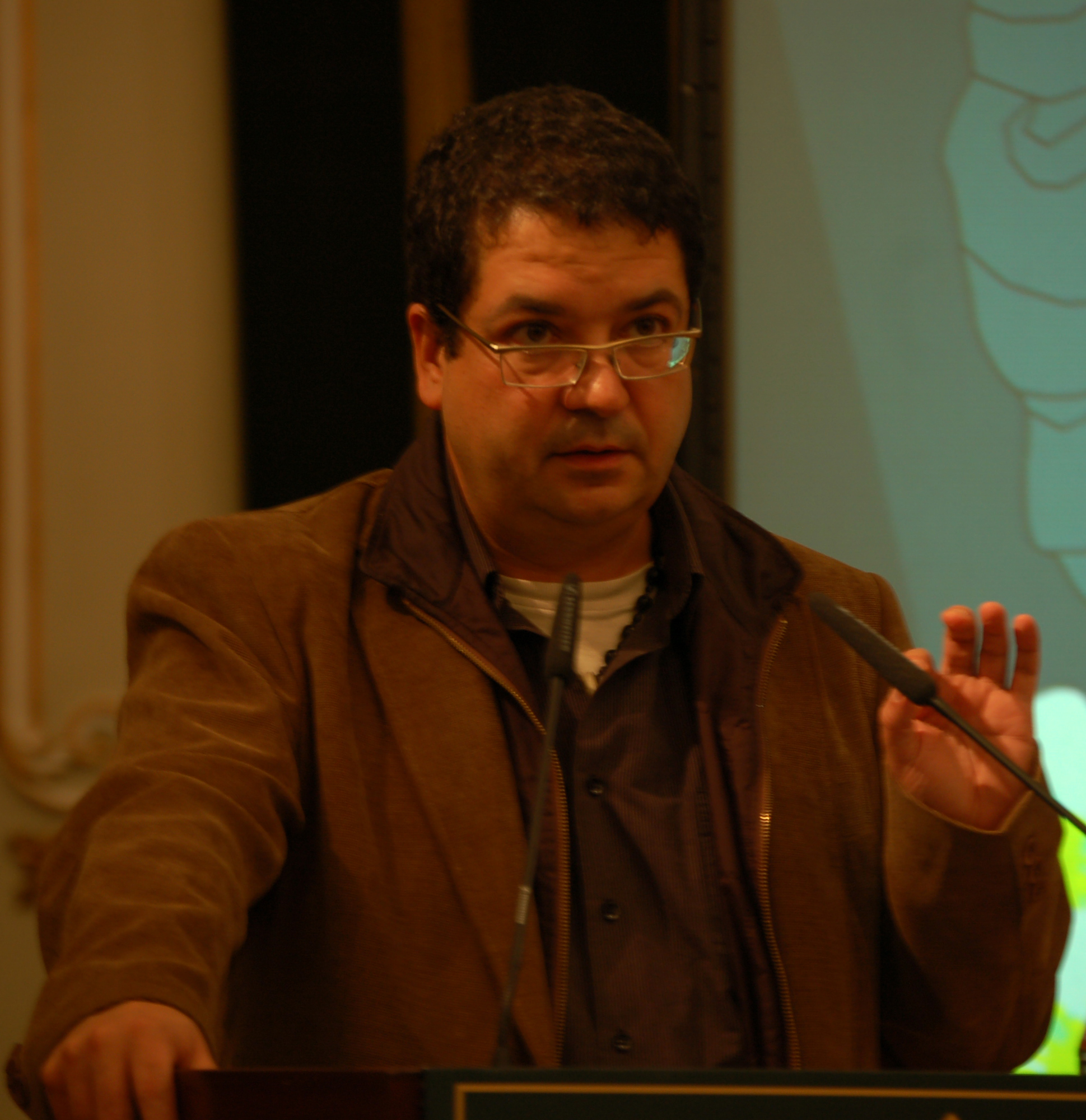
David Castillo i Buïls (2010)

David Castillo i Buïls (* 19. Juni 1961 in Barcelona) ist ein spanischer Schriftsteller, Journalist und Literaturkritiker.

## Leben und Wirken
Castillo i Buïls wurde geboren im Stadtteil Poblenou, damals die industrielle Hochburg Barcelonas. Wegen seines Asthma zog er mit seiner Familie als Zweijähriger ins Stadtviertel Vallcarca, zu dieser Zeit noch ein etwas isoliertes, fast rurales Barakkenviertel mit kaum Autos. Diese Zeit und Gegend waren die Inspiration seines Romans mit dem Titel El mar de tranquil·litat („Ein Meer von Ruhe“), als er Mitglied einer Jugendbande war, die mit der Bande von der Straße nebenan in seiner Augen ungefährliche Straßenkämpfe ausfocht. Um ihn trotzdem vor dieser „Gefahr“ zu behüten, suchten seine Eltern für ihn als vierzehnjähriger eine Stelle als Laufbursche in einer Bank. Nebenbei macht er ein Abitur und bekam demnach eine Beförderung als administrative Hilfskraft. An seine elf Jahre bei der Banco Ibérico erinnert er sich als ein „Jahrhundert voller Langweile“. Eine Langweile, die sich vierzig Jahre später als eine wichtige Inspirationsquelle seiner Erfolgsromane herausgestellt hat.
Als Jugendlicher war er aktiv in der Gegenkulturbewegung. Nach dem Tode des Diktators Francisco Franco im Jahre 1975 gab es in Spaniens Großstädten Aufbruchstimmung, nach Jahrzehnten von Zensur und nationalkatholischer Prüderie. Viele seiner Romane spielen auf dem Hintergrund dieser rebellischen Zeit.
Seit 1989 ist er Herausgeber der Literatur- und Kulturbeilage der Tageszeitung Avui, seit 2011 mit El Punt zu El Punt Avui fusioniert. In den 1990er Jahren war er Direktor der Literaturzeitschrift Lletra de canvi. Er hat die erste Setmana de la Poesia de Barcelona („Poesiewoche Barcelona“) im Jahr 1997 organisiert und ist seither Direktor dieser jährlichen Veranstaltung. Mit dem aufstrebenden Dichter Marc Sardà hat er die erfolgreiche Gedichtesammlung Conversaciones con Pepín Bello (auf Spanisch) herausgegeben.
Einige seiner Werke sind ins Spanische und Italienische übersetzt worden. Nach Anlass der Frankfurter Buchmesse 2007, als Katalonien Ehrengast war, hat er in mehreren Städten Deutschlands eine Serie Lesungen über die moderne katalanische Literatur absolviert.

## Auszeichnungen
- 1997: Premi Carles Riba, mit Game over
- 1999: Premi Joan Crexells, mit El cel de l'infern
- 2001: Premi Sant Jordi, mit No miris enrere
- 2005: Premi Atlàntida als Journalist des Jahres, in katalanischer Sprache
- 2006: Premi Cadaqués, mit Esquena nua
- 2006: Premi Internacional Tratti, für die italienische Übersetzung Il presente abbandonato
- 2010: Premi Atlàntida, für die beste Literatur- und Kulturbeilage in El Punt Avui

## Werke
Biografie
- Biografia de Bob Dylan. Ed. 62, Barcelona 1992.

Gedichte
- La muntanya russa. Ed. Pagès, Lleida 1993.
- Tenebra. Ed. Proa, Barcelona 1994.
- Game over. Ed. Proa, Barcelona 1998.
- El pont de Mühlberg. Ed. Proa, Barcelona 2000.
- Seguint l'huracà. Ed. Arola, Tarragona 2000.
- Menta i altres poemes. Ed. L'Esguard, Santa Coloma de Gramenet 2005.
- Downtown. Barcelona 2005.
- Esquena nua. Ed. Proa, Barcelona 2006.
- Doble zero. Ed. Proa, Barcelona 2011.

Romane
- El cel de l'infern. Ed. Proa, Barcelona 1999.
- No miris enrere. Ed. Proa, Barcelona 2002.
- El llibre dels mals catalans. Ed. Columna, Barcelona 2010.
- El Mar de la Tranquil·litat. Ed. Proa, Barcelona 2010.
- Barcelona no existeix. Ed. Empúries, Barcelona 2014.